# Alfred Brühl
Alfred Brühl (* 28. Dezember 1920 in Giesenkirchen am Niederrhein; † 4. Oktober 2010 in Altötting) war ein deutscher Maler.

## Leben und Wirken
Nach dem Studium der Malerei bei dem Rektor der Hansischen Hochschule für Bildende Künste in Hamburg,  Paul Helms, wechselte Brühl ins Bankfach als Leiter der Kreditfachabteilung. Jetzt, frei von finanziellem Druck, malte, zeichnete und skizzierte er quer durch alle Genres Porträts, Landschaften, Architektur und Kinderbildnisse.
Brühls Hauptgebiet war die Porträtmalerei. Er malte Persönlichkeiten wie unter anderem Nelson Mandela, den ehemaligen Bundespräsidenten Johannes Rau, die Salzburger Erzbischöfe Georg Eder und Karl Berg sowie den Chefredakteur der Zeitschrift „Stern“ Henri Nannen.

### Einzelausstellungen
1972, Kreisheimatmuseum Syke bei Bremen
2001, Galerie „h für die Kunst“, Hopferwieser AG, Salzburg
2009, „Portraits“, Bibliothek im Bürgerzentrum Burgkirchen a.d. Alz
60er Jahre: Wanderausstellung des Museums Osnabrück

### Werke in öffentlichen Sammlungen
- Marion Gräfin Dönhoff, Hamburg Pressehaus "Die Zeit", Öl auf Holztafel 84,5 × 85 cm, 1991
- Theodor Waigel (Originalgemälde beim IWF in Washington), Öl auf Holztafel 70 × 95 cm, 9. Februar 1994
- Henri Nannen (Stern), Öl auf Holz, 76 × 88,5 cm, Dez. 1990 Kunstfalle in Emden, Stiftung Henri Nannen
- Nelson Mandela, Präsident und Nobelpreisträger, Pretoria, Öl auf Holz, 61,5 × 82,5 cm, 21. Mai 1996
- Karl Majcen, Generaltruppeninspekteur, Wien, Öl auf Leinen, 80 × 100 cm, Dez. 2000, Österreichisches Militärmuseum Wien Käufer: Österreichische Nationalbank Wien
- Georg Eder, Erzbischof von Salzburg, Öl auf Holz, 125 × 84 cm, 1997 Erzbischöfliches Palais, Dommuseum Salzburg
- Karl Berg, Erzbischof von Salzburg, Öl auf Holz, 70 × 90 cm, 1999 Erzbischöfliches Palais, Dommuseum Salzburg